# James Romen Boiragi
James Romen Boiragi – duchowny rzymskokatolicki, od 2012 biskup Khulna.